# Роаноук (река)
Роаноук (на английски: Roanoke River) е река в източната част на САЩ, протичаща през щатите Вирджиния и Северна Каролина. Дължината ѝ е 660 km, а площта на водосборния басейн – 25 100 km².

## Извор, течение, устие
Река Роаноук се образува на 364 m н.в. в югозападната част на щата Вирджиния от сливането на двете съставящи я реки Северен Роаноук (лява съставяща) и Южен Роаноук (дясна съставяща), извиращи от хребета Блу Ридж (съставна част на Апалачите). Горното и средно течение на река Роаноук е разположено в южните части на платото Пидмънт, като тук реката образува множество бързеи и прагове. След изтичането си от най-долния язовир „Гастън“, при град Роаноук Рапидс излиза от платото и пресича Атлантическата низина, където течението ѝ става бавно и спокойно, а самата тя се превръща в широка и пълноводни река. Влива се в западната част на залива Албемарл на Атлантическия океан, като образува малка делта.

## Притоци, хидроложки показатели
Основните притоци на река Роаноук са десни: Банистър (105 km) и Дан (344 km). Подхранването ѝ е смесено (снежно, дъждовно, грунтово). Пълноводието ѝ е в края на пролетта и с епизодични летни прииждания в резултат от поройни дъждове във водосборния ѝ басейн. Средният годишен отток на 215-ия km от устието е 220,9 m³/s, минималният – 23,2 m³/s (в началото на есента), а максималният – 7400 m³/s (в края на пролетта).

## Стопанско значение, селища
На реката е изградена каскада от 3 язовира („Смит“, „Джон Кер“ и „Гастън“), водите на които се използват за производство на електроенергия, водоснабдяване и напояване. В най-долното си течение е плавателна за плитко газещи речни съдове. По течението ѝ са разположени множество, но предимно малки населени места, като най-големите са Салем и Роаноук (във Вирджиния), Уилямстън и Плимът (в Северна Каролина).
Устието на реката е открито 1584 г. от английския колонист Ричард Гренвил, който основава една от първите английски колонии в нейното устие.